# Кузоватово
Кузова́тово — рабочий посёлок, административный центр Кузоватовского городского поселения и Кузоватовского района Ульяновской области России.

## Название
В основе названия, по мнению исследователя В. Ф. Барашкова, личное мордовское имя Кузоват.
Назван по рядом стоящему селу Кузоватово.

## История
Император Николай II 24 февраля 1897 г. издал указ Министерства путей сообщения о разрешении обществу Московско-Казанской железной дороги производить отчуждение земель для строительства железной дороги от Симбирска до Вырыпаевки и от Сызрани до Рузаевки и около села Кузоватово была построена станция «Кузоватово».
Посёлок Кузоватово основан в 1898 году как разъезд (станция) «Кузоватово», в связи со строительством железной дороги, после чего около станции стал расти посёлок.
В 1913 году посёлок при разъезде «Кузоватово» входил в состав Кузоватовской волости.
В 1924 году Кузоватовский разъезд в составе Кузоватовского с/с Дворянской волости Сызранского уезда Ульяновской губернии.
В 1935 году посёлок Кузоватово стал административным центром Кузоватовского района.
Для различия села Кузоватово от посёлка Кузоватово их переименовали в Кузоватово 1-й и Кузоватово 2-й.
Решением Ульяновского облисполкома совета трудящихся от 14 ноября 1957 года село Второе Кузоватово отнесено к категории рабочих поселков с присвоением наименования Кузоватово.
с 2005 года центр Кузоватовского городского поселения.

## Население
| 1959  | 1970  | 1979  | 1989  | 2002  | 2009  | 2010  |
| ----- | ----- | ----- | ----- | ----- | ----- | ----- |
| 5000  | ↗6906 | ↘6818 | ↗8034 | ↗8683 | ↗8765 | ↘8022 |
| 2012  | 2013  | 2014  | 2015  | 2016  | 2017  | 2018  |
| ↘7909 | ↘7840 | ↗7875 | ↘7775 | ↘7700 | ↘7620 | ↘7550 |
| 2019  | 2020  | 2021  |       |       |       |       |
| ↘7497 | ↘7404 | ↘7325 |       |       |       |       |

## Административное деления посёлка
Посёлок Кузоватово делится на микрорайоны:
Северный микрорайон; Южный микрорайон; Лесной микрорайон;

## Инфраструктура
- Детский сад № 1 «Светлячок»
- Детский сад № 4 «Буратино»
- Детский сад № 6 «Алёнушка»
- Средняя школа № 1
- Средняя школа № 2
- Средняя школа № 3
- Детская школа искусств
- Детско-юношеский центр
- Детско-юношеская спортивная школа
- Технологический техникум. Открыт 8 марта 1952 года[24]
- Районная больница
- Дом культуры
- Комплексный центр социального обслуживания «Парус надежды»
- Молочный комбинат «Вита»;
- Комбикормовый завод;
- ООО «Фанверк»;
- ООО «Стройизделия».

## Люди, связанные с посёлком
- Анатолий Дмитриевич Грачёв — советский и российский актёр, народный артист России.
- Васянин Григорий Фёдорович — Герой Советского Союза, похоронен на поселковом кладбище.
- Климушкин Александр Степанович — Герой Советского Союза, похоронен на поселковом кладбище.
- Кузьмин Валентин Степанович — советский и российский тренер по легкой атлетике, заслуженный тренер РСФСР, жил и учился здесь[25].
- Куприянов Алексей Иванович — Герой Социалистического Труда (1973), жил в посёлке.

## Достопримечательности
Памятники истории:
- Могила Героя Советского Союза, 1973 г.
- Памятник воинам-землякам, погибшим в годы Великой Отечественной войны, 1973 г.[26] и в 1989 г.[27]. Гранитный Мемориал (2023) [28].

Памятники архитектуры:
- Водонапорная башня, 1898 г. — символ Кузоватово.
- Фундамент утраченной православной приходской трехпрестольной церкви Николая Чудотворца, 1880 г. (ошибка, находится в с. Кузоватово)
- Мост-туннель под железнодорожной насыпью, 1897 г.[29]
- Детский парк «Сказки резчика Сорокина»[30].

Памятники природы:
- Истоки р. Свияги утверждены памятником природы решением Ульяновского облисполкома N 552 от 23 декабря 1989 г.[31]
- Карельская береза — ООПТ Ульяновской области[32].

## События
- В ноябре 2023 года в посёлке Кузоватово прошёл очередной 26-й выпуск шоу ТНТ «Экстрасенсы. Битва сильнейших» (на ТНТ показали 2.12.2023). Испытание перед финальным сражением прошли: Виктория Райдос, Константин Гецати и Влад Череватый[33][34][35][36][37][38].